# Cleòmenes (regent)
Cleòmenes (grec antic: Κλεομένης, Kleoménes) va ser el fill petit de Cleombrot II, rei d'Esparta, i de Quilonis.
Va ser nomenat regent del tron d'Esparta l'any 219 aC, a causa de la minoria d'edat del nou rei, Agesípolis III, fill del seu germà gran Agesípolis, que ja havia mort. Agesípolis II va succeir en el tron a Cleòmenes III, que havia mort a l'exili a Alexandria. Després de l'exili de Cleòmenes hi va haver a Esparta un període sense reis, després de la derrota dels espartans per Antígon III Dosó a la batalla de Sel·làsia el 222 aC.
Després del suïcidi de Cleòmenes a Alexandria, dos dels seus fills van ser executats per Ptolemeu IV Filopàtor, rei d'Egipte. En el moment de la restauració dels reis d'Esparta, el parent més proper era Agesípolis II, fill de Quilonis, germana de Cleòmenes III.
Cleòmenes i el seu nebot també es trobaven a l'exili, des que Leònides II els va expulsar amb tota la família l'any 240 aC. Van tornar a Esparta el 219 aC, el noi com a rei i Cleòmenes com a regent, fins que van ser destituïts per Licurg.